# Minqing

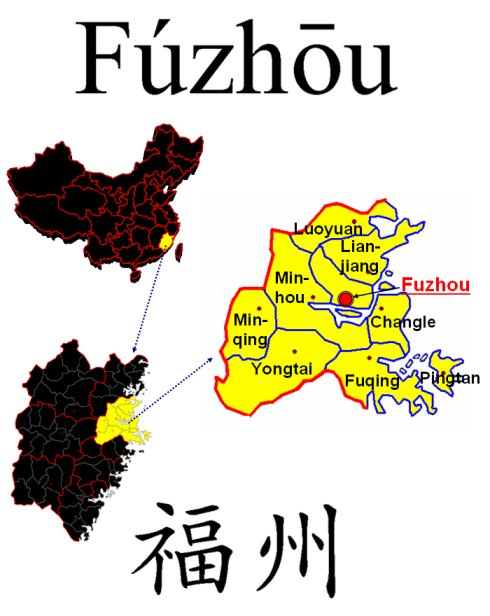
Gliederung der bezirksfreien Stadt Fuzhou

Minqing (chinesisch 闽清县, Pinyin Mǐnqīng Xiàn) ist ein Kreis im Westen der bezirksfreien Stadt Fuzhou in der chinesischen Provinz Fujian. Er liegt am Unterlauf des Flusses Min Jiang. Sein Hauptort ist die Großgemeinde Meicheng (梅城镇).
Er hat eine Fläche von 1.495 km² und zählt 256.181 Einwohner (Stand: 2020).

## Administrative Gliederung
Auf Gemeindeebene setzt sich der Kreis aus elf Großgemeinden und fünf Gemeinden zusammen. 